# HD 11643
HD 11643，又名CD-39 573，SAO 193368、HR 554，是一颗恒星，视星等为6.1，位于銀經258.35，銀緯-72.71，其B1900.0坐标为赤經1h 49m 4.9s，赤緯-39° -72.71′ 17″。